# 페터 로버트 보저
페터 로버트 포저(1958년 8월 29일~)는 스웨덴-스위스계 중공업 회사인 ABB의 의장인 스위스 사업가이다. 그는 2009년 7월부터 2013년 12월까지 현 영국계(당시 네덜란드-영국) 기업인 쉘 사의 CEO였다. 그는 Ulrich Spiesshofer가 사임한 2019년 4월부터 2020년 2월까지 ABB의 임시 CEO였다 그는 1982년 쉘 사에서 경력을 쌓기 시작했으며 여러 국가에서 다양한 재무 및 비즈니스 역할을 담당했다. 2002년부터 2005년까지 그는 Asea Brown Boveri와 쉘 사의 최고 재무 책임자였다. 2004년에 그는 쉘의 CFO로 임명되었고, 2009년 7월에는 CEO가 되었다. 이후 현재와 같이 ABB 의장이 된 이후에는 스피어쇼퍼와 함께 오스트리아의 B&R사를 인수하기도 하였다.
다만 최근 들어서는 ABB 및 모기업 Investor AB의 재정난 등으로 인한 자사 및 B&R의 경영정상화 곤란이 가장 큰 난관으로 꼽히고 있으며 로봇분야도 이미 화낙이나 한국, 일본 내 경쟁사에 점유율이 상당히 침식당하고 있어서 전망이 좋지 않다.
한때 IBM 이사로도 있었으나 최근 사임하였다.

## 같이 보기
- 울리히 스피어스호퍼
- ABB 그룹